# Coeranoscincus reticulatus
Coeranoscincus reticulatus é uma espécie de réptil escamado da família Scincidae. Apenas pode ser encontrada na Austrália.